# Guillermo Eizaguirre
Guillermo Eizaguirre Olmos (né le 17 mai 1909 à Séville et mort le 25 octobre 1986 à Madrid) était un joueur et entraîneur de football espagnol.

## Biographie
Natif de Séville, Eizaguirre passe toute sa carrière dans le club de sa ville natale, le Séville FC, d'abord en jeune, puis en senior entre 1925 et 1936. 
Il est également international à trois reprises avec l'Espagne de 1935 à 1936, encaissant neuf buts. 
Il est plus tard entraîneur de la sélection espagnole une première fois entre 1948 et 1956, les qualifiant pour la Coupe du monde 1950 au Brésil. Il reprend les rênes de la sélection entre 1955 et 1956.

## Palmarès
FC Séville
- Coupe d'Espagne : 1934–35